# Vladimir Alexeïevitch Moussine-Pouchkine
Vladimir Alexeïevitch, comte Moussine-Pouchkine (31 mars 1798, Saint-Pétersbourg - 1854, Moscou), est un militaire russe.

## Biographie
Fils d'Alexeï Moussine-Pouchkine et d'Ekaterina Alekseevna Volkonskaja (it), il suit ses études au Collège de Jésuites de Saint-Pétersbourg, puis entre dans le corps des pages et suit la carrière militaire.
Pour ses relations avec les Décembristes, il est emprisonné à la forteresse Pierre-et-Paul à Saint-Pétersbourg puis transféré dans un régiment ordinaire de la 25e Division d'Infanterie.
Membre de la Société du Nord, il était proche du poète russe Alexandre Pouchkine, son parent.
Il épouse Emily Karlovna Stjernvall (it).

## Sources
- (ru) Cet article est partiellement ou en totalité issu de l’article de Wikipédia en russe intitulé « Мусин-Пушкин, Владимир Алексеевич » (voir la liste des auteurs).